# بركة السبع (مركز)

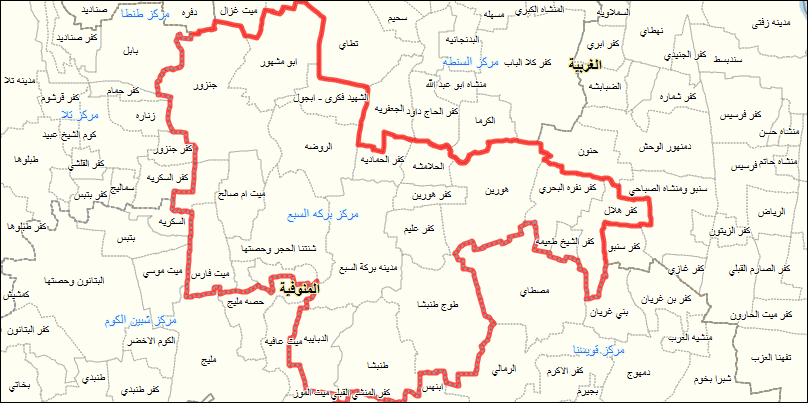
خريطة مركز بركة السبع.

مركز بركة السبع، هو مركز تابع لمحافظة المنوفية في جمهورية مصر العربية. قاعدته الإدارية مدينة بركة السبع.

## جغرافيا
يقع مركز بركة السبع في أقصى شمال شرق المحافظة، ويحيطه مركز قويسنا من الجنوب الشرقي، ومركز شبين الكوم من الجنوب الغربي، ومركز تلا من الغرب، ومحافظة الغربية من الشمال.
يبلغ مساحته المركز 203.9117.4 كم مربع، أي 4.62% من جملة مساحة المحافظة.

## التقسيم الإداري
يضم المركز 6 وحدات محلية قروية، وهي: كفر هلال، هورين، طوخ طنبشا، جنزور، أبو مشهور، وشنتنا الحجر. كما يتبعهم 21 قرية فرعية و65 كفراً ونجعاً.

## السكان
بلغ عدد سكان مركز بركة السبع 240,856 نسمة عام 2006.